# 荒嶋龍一
荒嶋 龍一（あらしま りょういち、1938年〈昭和13年〉7月10日 - ）は、日本の政治家、元岡山県赤磐市長（1期）。旭日双光章受章。

## 来歴
岡山県出身。岡山県立瀬戸高等学校卒。吉井町農業共済組合に就職後、吉井町役場に勤務し、収入役など各役職を歴任する。1998年 吉井町長に当選し、2期務める。2005年、吉井町は合併により、赤磐市が発足。合併後の赤磐市長の市長選挙に立候補し、2人を破って当選した。赤磐市長を1期務め、2009年の市長選挙に立候補し、再選を目指したが、元赤磐市議の井上稔朗に敗れて落選した。

## 栄典
- 2015年11月 秋の叙勲で地方自治功労により旭日双光章を受章した[4]。